# قلعة كانازاوا

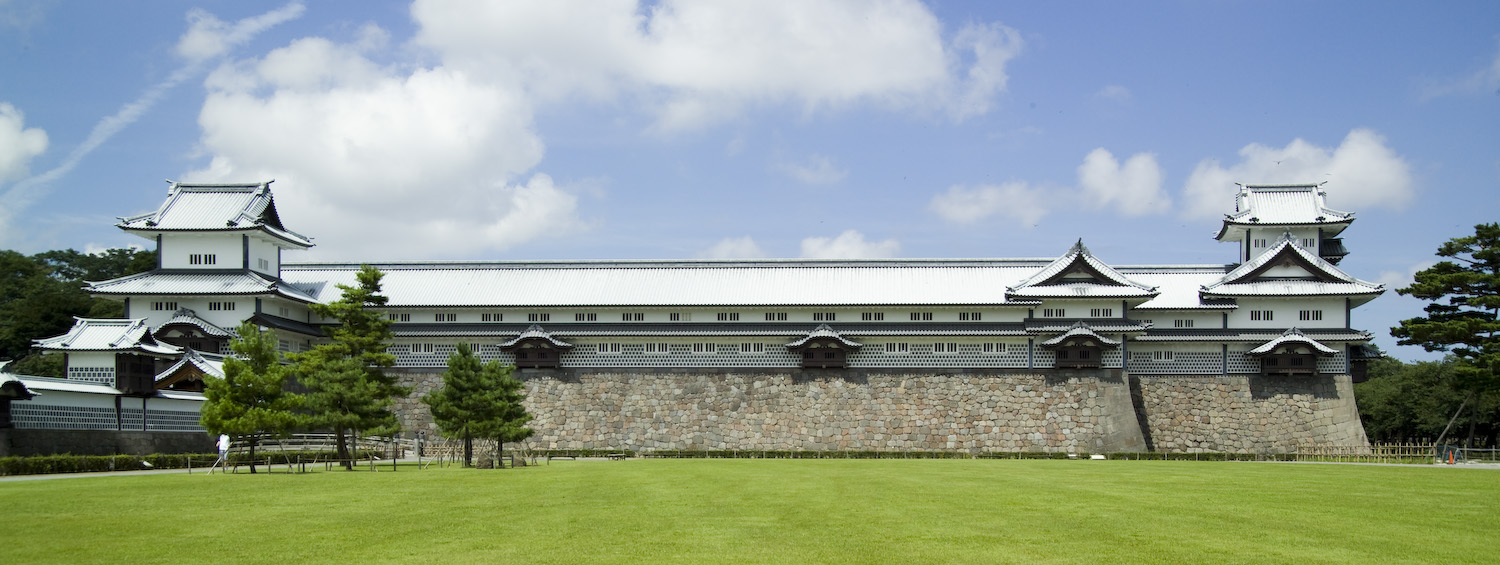
صورة كاملة جانبية لقلعة كانازاوا.

قلعة كانازاوا (باليابانية: 金沢城 كانازاوا-جو) هي قلعة يابانية تقع في مدينة كانازاوا، محافظة إيشيكاوا، اليابان، وهي من أفضل القلاع التي تم أعيد بناؤها حديثا في اليابان. تقع القلعة بمحاذاة حديقة كينروكوإن والتي كانت تعتبر في السابق الحديقة الخاصة بالقلعة. تأسست القلعة عام 1583 على يد عشيرة ماييدا التي انتقلت إلى كانازاوا لتأسيس إقطاعة كاغا، وتوسعت بشكل كبير عام 1592 مع توسيع الخنادق من حولها. احترقت القلعة وأعيد بناؤها هام 1620 ومرة أخرى عام 1631 وثم دمرت بشكل كامل في حريق كانازاوا الكبير عام 1759 وأعيد بناؤها عام 1762، ثم دمرت مرة أخرى بحريق عام 1881. أعيد بناء أجزاء من القلعة بما فيها برج الحراسة عام 2001 على طراز البناء من عام 1809.